# Pol Bury

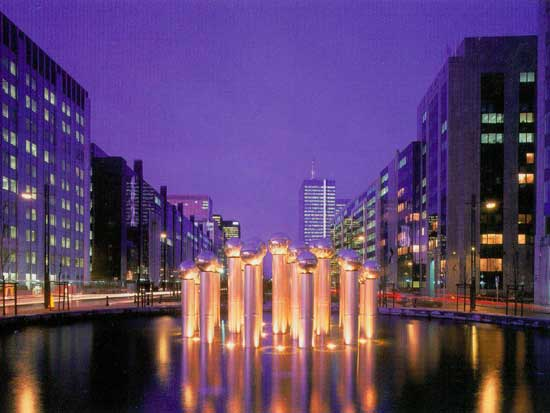
Sfeerbeeld van de Pol Buryfontein in Brussel

Pol Bury (Haine-Saint-Pierre, 26 april 1922 - Parijs, 28 september 2005) was een Belgische schilder, beeldhouwer, etser, auteur, uitgever en schrijver, die deel uitmaakte van de Waalse surrealistische beweging en van de Cobrabeweging. Hij werd tot in de Verenigde Staten en Japan bekend met zijn fonteinen en vooral door zijn bijdragen aan de Kinetische kunst. Bury was ook actief als sieraadontwerper.

## Biografie
Op zestienjarige leeftijd begon hij teken- en decoratielessen te volgen aan de Academie voor Schone Kunsten in Bergen, en maakt dan al deel uit van de Henegouwse surrealistische groep Rupture, opgericht door de dichter Achille Chavée. Door diens toedoen ontmoet hij ook Magritte. Al snel maakte hij kennis met het werk van Yves Tanguy en begon hij zelf te schilderen. Ook de doeken van René Magritte hebben hem beïnvloed.
Vanaf 1947 begon Bury steeds abstracter te schilderen en werd hij gedwongen de surrealistische beweging te verlaten om zich aan te sluiten bij de groep La Jeune Peinture belge. Van toen af stelde hij zijn werken tentoon met kunstenaars van de Cobrabeweging. Hij verliet Cobra echter weer snel, doordat hij zich niet kon verenigen met de sterke hang naar het spontane.
Zijn kennismaking met Mobiles van Alexander Calder in 1950 zorgt voor een omwenteling in zijn werk : de beweging. Pol Bury maakt de vormen los van de muur en realiseert zijn eerste activeerbare Plans mobiles in 1953. Dat zijn werk in de belangstelling komt, getuigt zijn deelname aan de grote pionier-tentoonstelling van de Kinetische kunst, Le Mouvement, in de Galerie Denise René te Parijs in 1955.
Zijn reliëfs, vaak op een monochrome zwarte ondergrond, bestaan uit nylon- en ijzerdraadjes of ook houten cilindertjes die door een motortje worden aangedreven en bijna onmerkbaar bewegen. Zo wordt het verspringen in de tijd een wezenlijk onderdeel van zijn kunst. Hij werkte ook met gerecycleerd materiaal, vooral hout, waarmee hij functieloze maar esthetisch prikkelende 'meubelobjecten' maakte. Later werkte hij steeds vaker met gepolijst metaal, op grotere schaal.
Van 1962 tot 1971 onderzoekt Bury de zwaartekracht en ontkracht hij zekerheden. Monumenten, gebouwen en zelfs mensen verbrokkelen of storten in, geprojecteerd in een nieuwe ruimte van mogelijkheden en van het denkbeeldige. Het gaat om meer dan bewegingen, maar eerder om verstoringen die de kunstenaar verkrijgt door cinétisations en ramollissements te bedenken. Bury is verliefd op geometrie en ontwikkelt een werk waarin de bol als vorm alomtegenwoordig is. Door hun verschillende afmetingen lijken ze de openbare ruimte in te palmen en op elk ogenblik tevoorschijn te springen.
In 1964 vertegenwoordigde hij België op de Biënnale van Venetië.
In 1969 maakte hij zijn eerste monumentale werk: een fontein voor de universiteit van Iowa. In Brussel op de Koning Albert II-laan bevindt zich de Pol Buryfontein, door hem gemaakt en naar hem vernoemd. Ze is opgebouwd uit metalen zuilen. In het waterspel erboven balanceren verscheidene gepolijste bollen die zachtjes bewegen. Op een serene en meditatieve wijze weerspiegelt dit de omgeving, die er sterk mee contrasteert (de drukke, zakelijke bedrijvigheid van de Noordruimte).

## Fonteinen in de openbare ruimte (selectie)
- Juni 1995, De Fontein van Pol Bury, Koning Albert II-laan, Brussel (België)[4][5]
- Moving Ceiling, Metrostation Beurs (Anspachlaan), Brussel (België)
- Capteurs de ciel (1983), de Lignestraat (hoek Oratoriënberg), Brussel (België)
- Fontein met 64 tegels, Le Grand-Hornu, Bergen (België)
- La sculpture du Parc Gilson, La Louvière (België)
- Universiteit van Iowa, Verenigde Staten van Amerika
- Sphérades, Palais Royal, in de Cour d’Orléans, Parijs (Frankrijk)
- Fontein (1978), Fondation Maeght, Saint-Paul de Vence (Frankrijk)

## Grafisch werk
Uit de ontmoeting van André Balthasar met Pol Bury in 1947 in de boekenwinkel La Fontaine - rue Kéramis - ontstaat een diepe vriendschap. Ze delen een passie voor boeken, zin voor spot en ongewone humor. Samen creëren ze La Pensée Bul, een roerende gedachte vol fantasie. Ze krijgen heel wat medewerkers bijeen, zoals Alechinsky, Yves Klein en tal van anderen. In 1957 stichten Pol Bury en André Balthasar het tijdschrift en de uitgeverij , Le Daily-Bul, te La Louvière (Centre Daily-Bul & Co). In deze prenten spreekt Bury over 'denkbeeldige betekenis' zoals men spreekt over figuurlijke betekenis en ware betekenis. Hij wordt de magiër van het ongewone. Hij doet laconiek afstand van elke zekerheid en conformisme.
Zijn grafische werk omvat abstracte collages maar ook reeksen transformaties van getekende of gefotografeerde bekende personen en gebouwen, die (in vervormende spiegels) 'verwekelijkt' (cfr. ramollir) worden en gaandeweg hun vaste vorm en contouren verliezen. In kleine boek- en tijdschriftpublicaties toonde Bury graag zijn speelse en satirische kant.

## Tentoonstellingen (selectie)
- 2000 - Het versierde ego, het kunstjuweel in de 20ste eeuw, Koningin Fabiolazaal, Antwerpen
- 2017 - Pol Bury. Time in Motion, Bozar, Brussel
- 29.10.2022 → 12.03.2023: Pol Bury. va-et-vient, Le Centre de la Gravure et de l'Image imprimée, La Louvière